# Thurnau

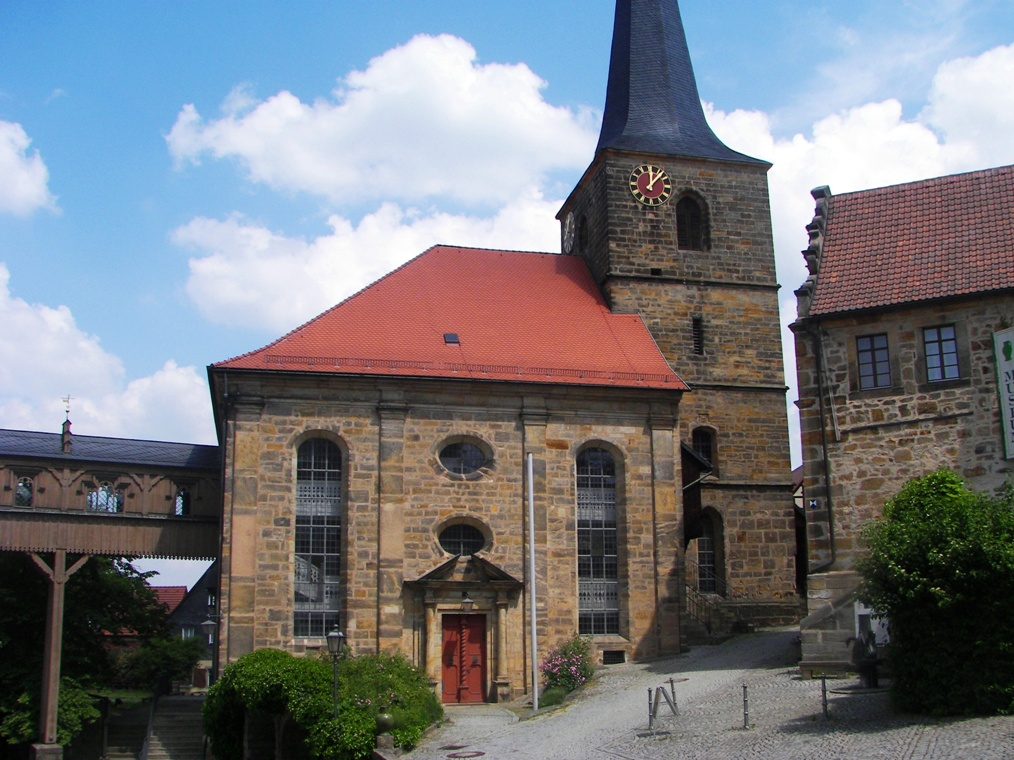
The St.-Laurentius-Church of Thurnau

Thurnau là một đô thị in the district Kulmbach, Đức.

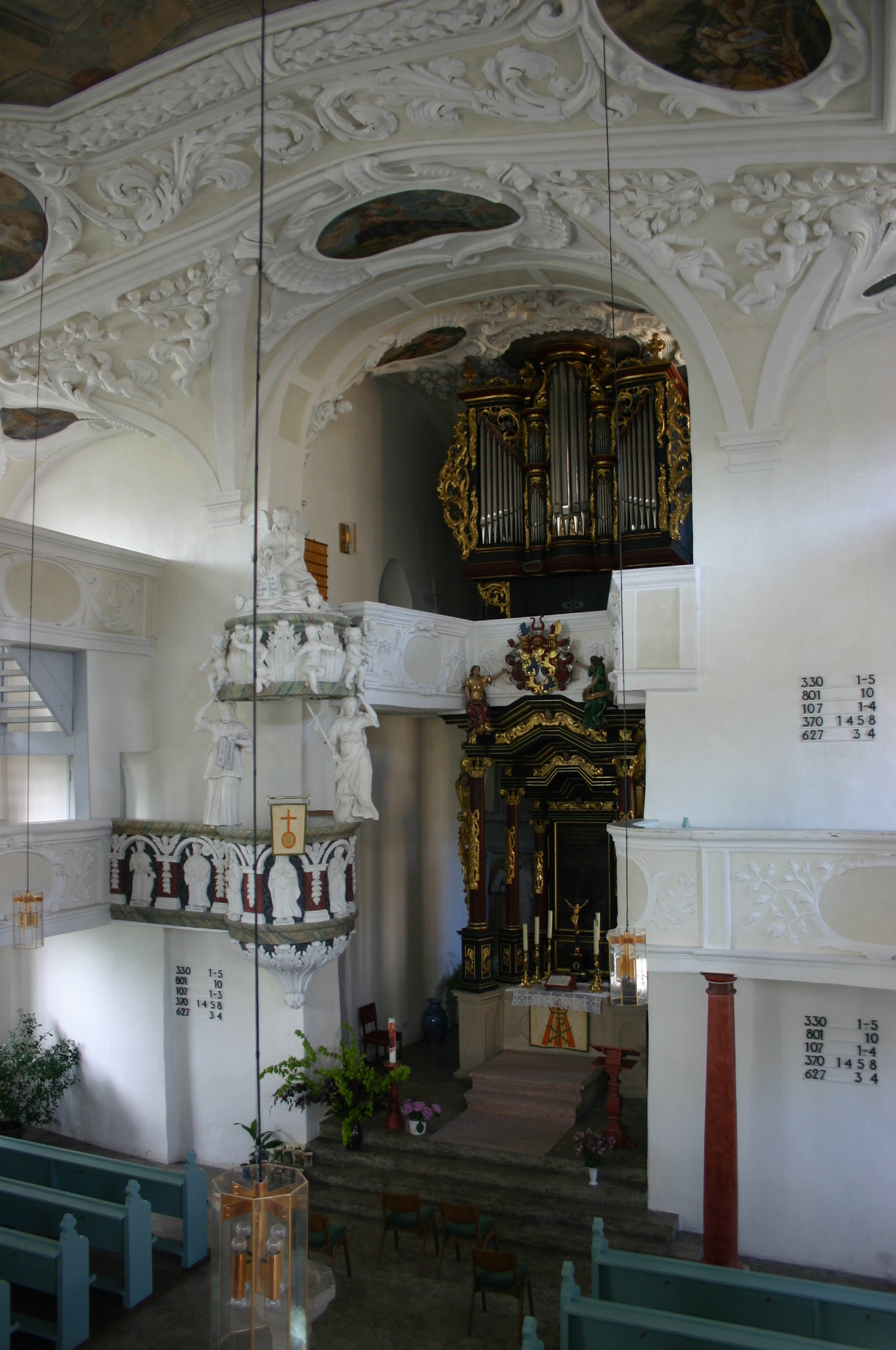
Inside the Church of Thurnau

## Các khu vực dân cư
Thurnau is arranged in the following boroughs:

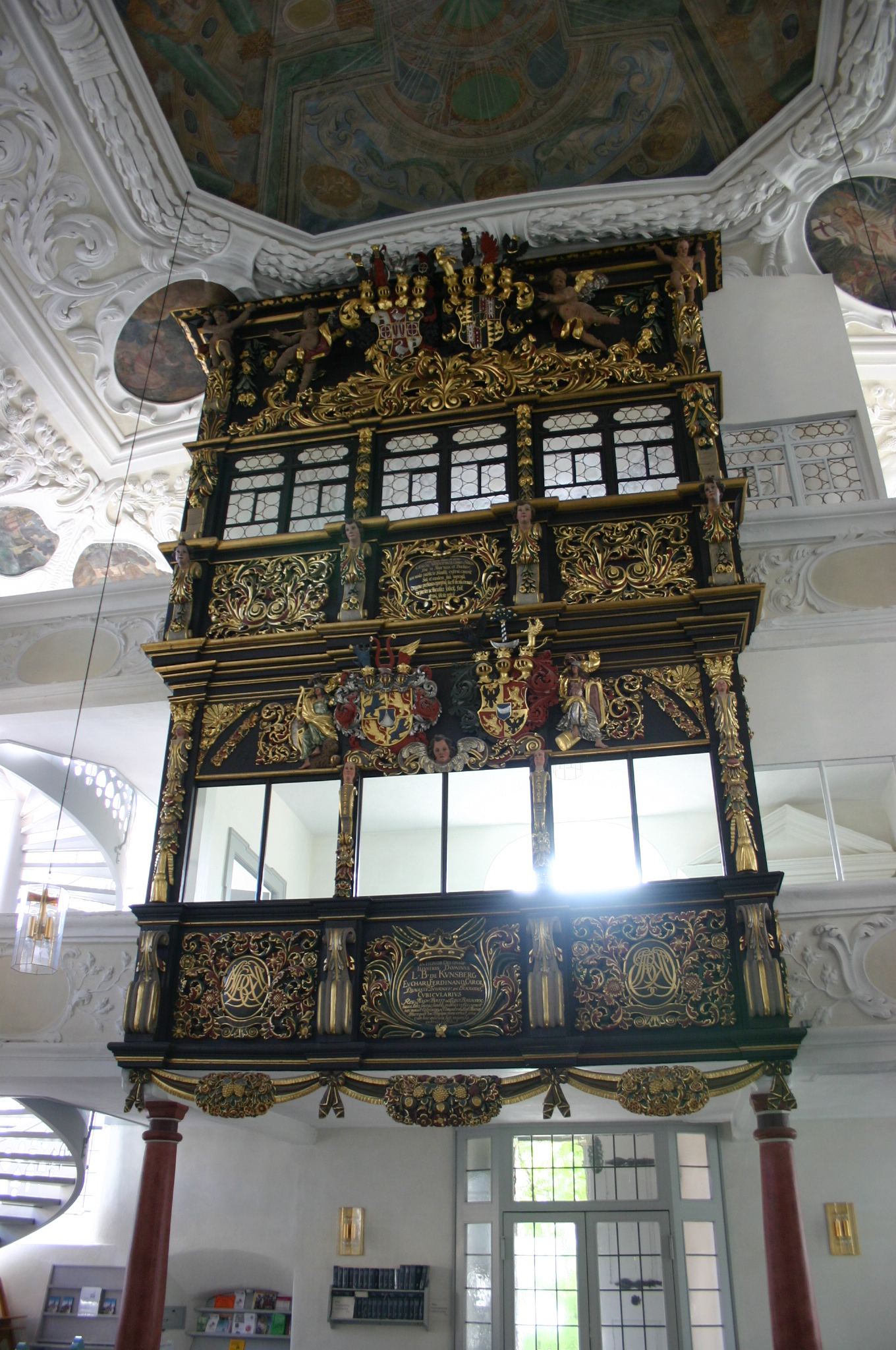
Inside the Church of Thurnau

| - Alladorf - Berndorf - Felkendorf - Hörlinreuth - Hutschdorf - Kemeritz - Lanzenreuth - Leesau | - Limmersdorf - Lochau - Menchau - Partenfeld - Rottlersreuth - Tannfeld - Thurnau - Trumsdorf |

|  |  |